# Len Allchurch
Leonard "Len" Allchurch (Swansea, 12 de setembro de 1933 - Swansea, 16 de novembro de 2016) foi um futebolista galês que atuava como meia.

## Carreira
Len Allchurch jogou a maior parte de sua carreira no Swansea City, onde começou a jogar em 1950 (quando o clube ainda se chamava Swansea Town) e onde permaneceria até 1961. Após passagens por Sheffield United e Stockport County, voltaria ao Swansea City em 1969 e encerraria a carreira de jogador aos 37 anos, em 1971.
Seu irmão mais velho, Ivor, foi também seu companheiro de equipe durante a primeira passagem de Len pelo Swansea e também no elenco da Seleção Galesa de Futebol, na Copa de 1958.